# Elizabeth Melville
Elizabeth Melville, Lady Culross (1578 circa – 1640 circa) è stata una poetessa e nobildonna scozzese. Viene ricordata per essere stata la prima donna scozzese a pubblicare le proprie opere.

## Biografia
Pochissimo è noto della vita della scrittrice. Figlia del cortigiano e diplomatico Sir James Melville e Christian Boswell, Elizabeth Melville sposò John Colville prima nel 1597 e la coppia ebbe almeno sette figli: Alexander, James, Robert, John, Samuel, Christian e due figlie dal nome ignoto.
Fu un membro attivo della resistenza presbiteriana contro le politiche ecclesiastiche di Giacomo I e del figlio Carlo I. Fu inoltre amica intima di alcune delle maggiori figure di spicco della Scozia dell'epoca, molti dei quali ebbero un ruolo di primo piano nello scoppio della guerre dei tre regni.

## Attività letteraria
Nel 1603 Robert Charteris pubblicò ad Edimburgo la poesia di Lady Culross Ane Godlie Dreame, che racconta di una visione religiosa ricca di spunti teologici di natura calvinista. I suoi versi, chiaramente ispirati ai salmi e alla sua vita religiosa, raccontano di un immaginario colloquio tra lei e Gesù. Nell'edizione originale il testo era stato dato alle stampe scritto con ortografia scozzese, mentre l'edizione successiva, probabilmente del 1604, utilizza la dizione inglese e presenta alcune modifiche al testo. L'opera godette di un discreto successo e fu ristampata tredici volte prima del 1737. A partire dalla terza edizione del 1606, le nuove pubblicazioni del Dreame erano accompagnate da una canzone in cinque strofe a lungo erroneamente attribuita al poeta Alexander Montgomerie.
Per quanto si sappia, nessun'altra opera della poetessa fu pubblicata durante la sua vita. Esistono tuttavia i manoscritti di alcuni altri componimenti poetici: tre sonetti, una parodia della poesia di Marlowe "Come live with me" and il più lungo "Loves Lament for Christ's Absence". Tuttavia, la più importante opera in forma manoscritta pervenutaci è un canzoniere di circa tremila versi che comprende sedici poesie indipendente l'una dalle altre e tre brevi cicli di sonetti. Undici sue lettere autografe sono state rinvenute nel 2002.